# 七川ダム
七川ダム（しちかわダム）は、和歌山県東牟婁郡古座川町大字佐田、二級河川古座川水系古座川に建設されたダムである。

## 沿革
建設経緯に関しては紀州大水害参照。
2019年に「常用洪水吐きに日本最古の高圧スルースゲートを設置した多目的重力式コンクリートダムで、戦後のダム史上極めて価値ある土木遺産」として、土木学会選奨土木遺産に選ばれる。

## ダム湖畔
- 七川ダム湖畔の道路沿いに続く桜並木（佐田の桜）は日本さくら名所100選に選定されている。

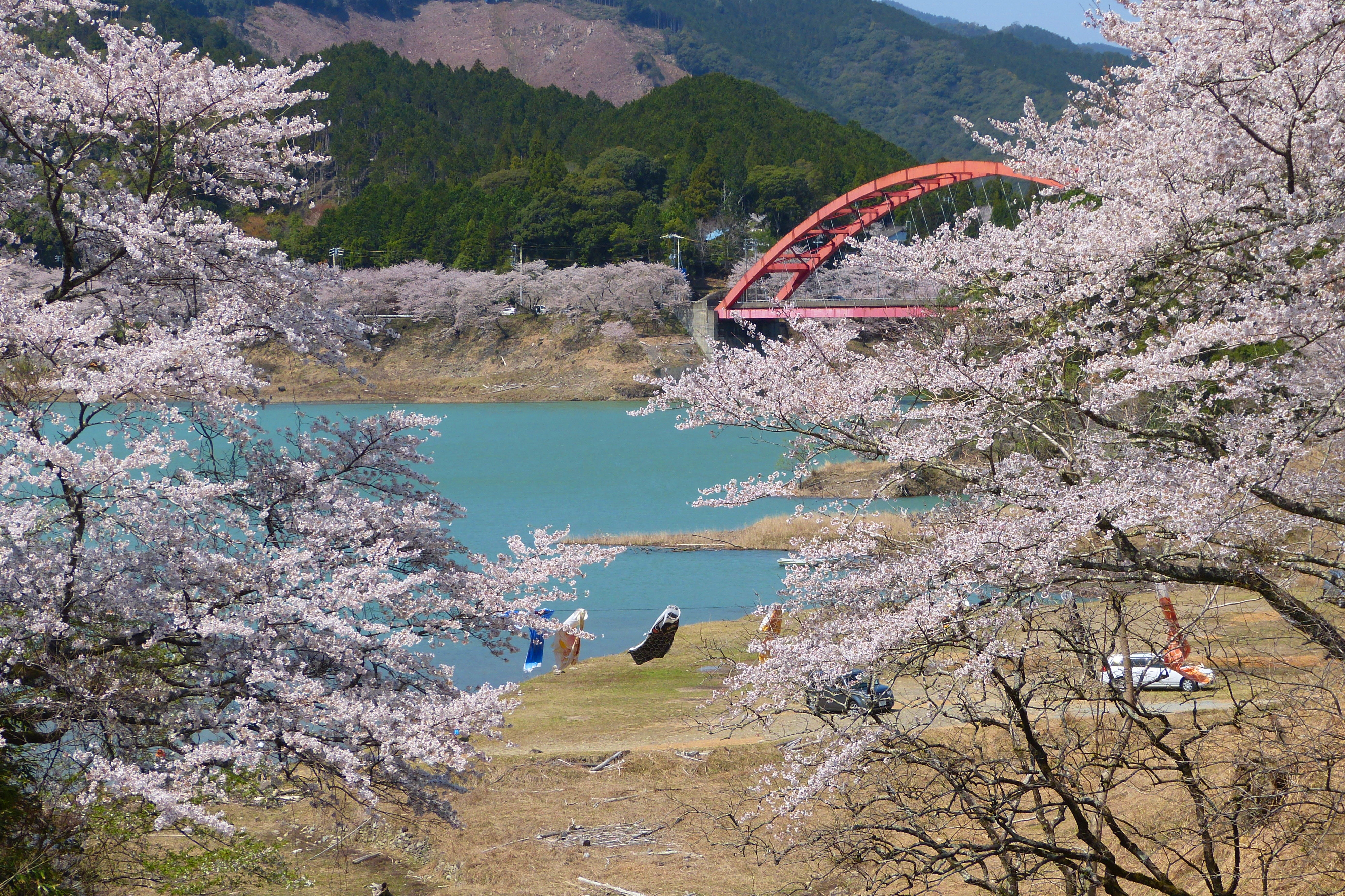
佐田の桜

- 湖畔には湯の花温泉があった。

## 交通
- 国道371号が佐田地区より並行し中間部で架橋し湖畔中央部を並行する。
- 和歌山県道38号すさみ古座線が湯の花温泉近くで架橋し湖畔左岸を並行する。
- 和歌山県道229号古座川熊野川線湖畔右岸を並走する